# 凤凰镇 (凤台县)
凤凰镇，是中华人民共和国安徽省淮南市凤台县下辖的一个镇。

## 行政区划
凤凰镇下辖以下地区：
三里沟社区、前马场社区、新湖社区、高山社区、后马场社区、福海园社区、岗胡村、陈圩村、芮集村、新集村、十里沟村、酒西村、酒东村、刘巴村、高皇村、双湖村、胡庙村、湖东村和南金村。